# Summonte
Summonte är en kommun i provinsen Avellino, i regionen Kampanien. Kommunen hade 1 577 invånare (2017) och gränsar till kommunerna  Avellino, Capriglia Irpina, Mercogliano, Ospedaletto d'Alpinolo, Pannarano, Pietrastornina, Quadrelle, Sant'Angelo a Scala samt Sirignano.